# Скасовані ігри серії Half-Life
Цей список містить інформацію про відеоігри з серії ігор Half-Life, розробка яких була скасована або заморожена.

## Half-Life: Hostile Takeover
Half-Life: Hostile Takeover  — скасована відеогра з серії Half-Life у жанрі шутера від першої особи, що розроблялася в 1999—2000 роках американською компанією 2015, Inc. за підтримки компанії Valve Software. Гру планувалося випустити в серпні 2000 року, вона повинна була стати другим після Half-Life: Opposing Force офіційним доповненням до оригінальної гри Half-Life, випущеної компанією Valve 1998 року. Видавцем Hostile Takeover виступала б Sierra On-Line.

### Сюжет
Події Hostile Takeover відбувалися паралельно з подіями оригінальної Half-Life, але місцем дії доповнення був не науково-дослідний комплекс «Чорна Меза», а його допоміжний об'єкт під назвою Allied Processing. Зовні цей об'єкт виглядав як звичайний промисловий комплекс, а в його підземних секретних зонах розташовувався міжпросторовий портал в інший світ, який використовується для видобутку сторонніх зразків і доставки їх у Чорну Мезу на вивчення та обробку. Комплекс Allied Processing охоронявся приватною військовою організацією, що складалася з різних класів, взятих розробниками з гри Team Fortress.
Сюжет Half-Life: Hostile Takeover розвивав ідеї оригінальної Half-Life і доповнення Half-Life: Opposing Force, пов'язані з таємничим персонажем G-меном: в Hostile Takeover цей персонаж відчував потенційних «кандидатів» для невідомих цілей, про які розробники гри замовчують. Сам гравець брав він роль нового головного героя, що описується розробниками як «людина в костюмі» (англ. «suit»-type); сценарист серії Half-Life Марк Лейдлоу називав його «молодшим урядовим агентом» (англ. Junior G-Man). Після інциденту у Чорній Мезі уряд мав намір конфіскувати допоміжний комплекс Allied Processing, де головний герой ставав учасником руйнівних подій. Протягом гри герой намагався врятуватися із комплексу, пробираючись із його підземних локацій на поверхню. Там він зустрічав охоронні війська у вигляді персонажів Team Fortress, які ставали його союзниками у боротьбі з іншими військовими силами, які є основними противниками у грі.

### Ігровий процес
Доповнення Hostile Takeover повинно було розширити елементи геймплею оригінальної Half-Life, пов'язані з тим, як гравець взаємодіє з неігровими персонажами — супроводжуючи, наприклад, вченого або охоронця до дверей, яку вони мали відкрити. Крім вищезгаданих персонажів з Team Fortress, що виступають для гравця напарниками в бою, в додатку були введені підсобні робітники, які займалися ремонтом певних об'єктів, значущих для проходження гри. Один із способів взаємодії з робітниками полягав у тому, що опинившись у темних приміщеннях, гравцеві необхідно було використати ліхтарик для підсвічування об'єкта, який робітник мав відремонтувати (подібна механіка згодом з'явилася в Half-Life 2: Episode One, де в повністю темних локаціях гравець повинен підсвічувати своїй напарниці Алікс Венс подальший шлях і супротивників).
Відомо, що серед противників у Hostile Takeover були присутні нові монстри: великий хаундай (англ. Big Houndeye) — різновид звичайного хаундая з посиленою звуковою атакою, і зомбі-мавпи (англ. Zombie Monkey) — зомбовані хедкрабами мавпи, які використовувалися в комплексі Allied Processing для експериментів. За поведінкою зомбі-мавпи були схожі на швидких зомбі з Half-Life 2 і надавали грі атмосферу хоррору, ховаючись у вентиляції, темних кутах і напівтемних приміщеннях, звідки вони раптово з'являлися і нападали на гравця.
У гру запроваджувалося і нове озброєння. Гармата вортигонта (англ. Vortigaunt Gun) була винайдена комплексом Allied Processing на основі дослідження прибульців світу Зен і стріляла енергетичним променем, схожим на те, яким стріляють вортигонти. На поверхневих локаціях гравець міг використовувати супутниковий орбітальний лазер (англ. Satellite Orbital Laser, SOL) — для атаки лазерним променем із супутника за вказаною точкою. Автори гри порівнювали цю технологію з однойменною зброєю з коміксів Akira, бойовим супутником «Молот Світанку» із серії ігор Gears of War і пристроєм придушення з Half-Life 2. Ще однією новою зброєю була дистанційно керована автомобільна бомба (англ. Remote-Controlled Car Bomb), що представляє собою транспортний засіб з вибухівкою, яким гравець керував на відстані за допомогою вбудованої камери. Також, на відміну від оригінальної гри, гравець міг керувати танком: у планах розробників була ідея зі створення руйнованої локації, на якій гравець на танку повинен був знищувати танки противника.

### Розробка та скасування гри
Компанія Valve Software, розробник оригінальної Half-Life, доручила створення Half-Life: Hostile Takeover сторонньої компанії 2015, Inc., яка до того моменту вже випустила успішну гру SiN: Wages of Sin — офіційне доповнення до шутеру SiN від Ritual Entertainment. Співробітники Valve зустрілися з її засновником Томом Кудирком (рос. Tom Kudirka) у травні 1999 року, на прес-конференції Microsoft під час виставки Electronic Entertainment Expo. Вони виявили інтерес до команди Кудирка, і після переговорів Тома із засновником Valve Software Гейбом Ньюеллом компанія 2015, Inc. отримала можливість негайно зайнятися розробкою другого доповнення до Half-Life (створення першого доповнення Half-Life: Opposing Force, тим часом вже знаходилося в руках компанії Gearbox Software).
Сценарист серії Half-Life Марк Лейдлоу, розмірковуючи про те, якими творчими ідеями Valve Software ділилася зі творцями доповнень до оригінальної гри, сказав, що сюжет Hostile Takeover з молодшим агентом" як головний герой був частково розроблений компанією 2015, Inc. Команда розробників хотіла наголосити на важливості взаємодії гравця з іншими персонажами і співпрацювала з Лейдлоу, щоб створити сюжет, в якому знайшлося б місце для юнітів з гри Team Fortress. «Той факт, що ми розглядали цю ідею всерйоз, повинен дати вам дуже гарне уявлення про те, як мало ми турбувалися щодо канону або сюжетної узгодженості в той час» (Марк Лейдлоу). За словами дизайнера 2015 року, Inc. Бенсона Рассела (англ. Benson Russell), на середині розробки доповнення було запропоновано перенести місце дії гри в нову локацію під назвою Allied Processing, допоміжний об'єкт Чорної Мези.
Компанія 2015, Inc. ніколи не давала офіційного анонсу своєї гри. Найраніша інформація про доповнення до Half-Life з невідомою назвою була опублікована на ігровому сайті GameSpot 23 листопада 1999 року. Редакція сайту зв'язувалася з представниками 2015, Inc., але ті не стали повідомляти будь-які деталі свого проєкту. У березні 2000 року сайт The Adrenaline Vault повідомив, що додаток буде називатися Half-Life: Hostile Takeover, а його видавцем виступить компанія Sierra Entertainment Sierra On-Line. Гра вже почала з'являтися у списках роздрібних продажів під власним кодом SKU, і її поточна дата виходу, не підтверджена Sierra або Valve, намічена на кінець серпня 2000. Однак, до 7 серпня Sierra On-Line повідомила, що розробка Hostile Takeover припинена і доповнення не буде випущено. Представники інтернет-ресурсів та магазинів, де доповнення вже встигло з'явитися в картотеці та передзамовленнях, були змушені змінити назву продукту на Half-Life: Counter-Strike.
За словами співробітників 2015, Inc., на момент скасування розробки гра була завершена на 60%; їй залишалося 90 днів до «виходу на золото» і вона могла бути пройдена практично повністю. Офіційна причина припинення розробки не оголошувалась. Співробітники 2015 року, Inc. припускали, що після виходу Half-Life: Opposing Force компанії Valve Software і Sierra On-Line побоялися випускати нове доповнення, побоюючись перенасичення ігрового ринку. У липні 2001 року Valve зайняла реєстрацію торгової марки Hostile Takeover, відзначивши її як «комп'ютерну ігрову програму» (англ. computer game program), проте анулювала її у листопаді 2004 року, за місяць до виходуHalf-Life 2. Детальна інформація про скасоване доповнення стала відома лише навесні 2016 року, коли сайт ValveTime зв'язався з кількома людьми, які брали участь у розробці Half-Life: Hostile Takeover.

## Half-Life (порт на Dreamcast)
Портуванням гри Half-Life 1998 року на ігрову консоль Sega Dreamcast займалися американські компанії Captivation Digital Laboratories та Gearbox Software, а видавцем порту мала виступати Sierra Studios. Вихід порту було скасовано всього за кілька тижнів до планованої дати випуску влітку 2001 року.

### Розробка порту
Розробка Half-Life на ігрову консоль Sega Dreamcast була анонсована 14 лютого 2000 року компанією Sierra Studios на виставці Milia у Каннах. Портуванням гри займалася команда Captivation Digital Laboratories, один з перших розробників цієї консолі в США, в той час як Gearbox Software і Valve Software працювали над новим контентом, який мав увійти в портовану версію:
Half-Life стала великою франшизою з 1,5 млн продажів по всьому світу. Її ефект занурення в ігровий світ, глибина сюжету та неймовірно опрацьовані персонажі добре підходять для створення чудового консольного продукту, що використовує високу продуктивність Sega Dreamcast.

Директор компанії Valve Гейб Ньюелл додав, що завдяки партнерству з Sega вони мали намір створити абсолютно нову версію Half-Life, що має всі переваги архітектури Sega Dreamcast. Видання на Dreamcast містило в собі низку оптимізацій, моделі зі збільшеною кількістю полігонів і значно покращені графічні ефекти.
29 серпня 2000 року було анонсовано, що компанія Gearbox Software, яка бере участь у розробці, готує для порту ексклюзивний набір місій під назвою Blue Shift, в яких гравець візьме на себе роль охоронця Чорної Мези. Планувався також випуск і другого диска, який дозволив би зіграти в Багатокористувацьку гру, використовуючи можливості сервісу SegaNet. Туди ж планувалося включити доповнення Half-Life: Opposing Force з розрахованими на багато користувачів режимами Deathmatch і Capture the Flag і однокористувацької кампанії як бонус, а також гру Team Fortress Classic, спеціальну версію Counter-Strike і одну або кілька популярних розрахованих на багато користувачів модифікацій Half-Life.

### Передумови та скасування порту
У вересні 2000 року на стенді виставки European Computer Trade Show, гра була показана для широкої публіки у цілком грабельному варіанті. Розробники Ренді Пітчфорд і Брайан Мартел (англ. Brian Martel) з'явилися на виставці для роздачі інтерв'ю та представлення гри.
У ході розробки та рекламної кампанії дата виходу Half-Life на Dreamcast неодноразово переносилася. Спочатку випуск планувався на літо 2000 року, але з виходом другого трейлера порту було перенесено на вересень. Наприкінці серпня, коли для гри був анонсований набір місій Blue Shift, реліз змістився на 1 листопада. У цей період деякі ігрові видання отримали ранні копії прес-версії гри, які зазнали великої критики через проблеми з нестійкою частотою кадрів у порту, довгих завантаженнях між рівнями (близько 15—20 секунд, кожна) і відсутністю обіцяної багатокористувацької гри.
Кілька місяців ходили чутки, що порт Half-Life на Dreamcast було скасовано, і 15 червня 2001 року компанія-видавець Sierra підтвердила це в прес-релізі: «Sierra шкодує про скасування Half-Life на Dreamcast, яка відбулася у зв'язку із зміною становища ринкових умов». Точні причини цього рішення так і залишилися невідомими: Sierra заздалегідь відмовилася відповідати на будь-які питання про скасування порту. Порт Half-Life відокремлювали від релізу лише кілька тижнів; офіційні ігрові посібники від Prima Games вже були надруковані і готові до відправки в роздрібні мережі магазинів. Сайт IGN, що тестував гру, вважає, що для компанії було б економічно вигідніше все-таки випустити її — на створення порту пішло багато часу, а остання тестова версія, за словами сайту, майже не містила багів і цілком могла бути остаточним варіантом гри.
Так чи інакше, Half-Life виявилася б однією з останніх ігор для Dreamcast: у березні 2001 року приставку було знято з виробництва. Після скасування порту ексклюзивний набір місій для нього і, частково, покращена графіка були втілені компанією Gearbox Software у додатку Half-Life: Blue Shift для ПК.

### Подальша доля
Реліз порту для Dreamcast ніколи не відбувся, пізня бета-версія порта була опублікована в Інтернеті. Версія, що мала номер 1672 і датована 23 травня 2001 роком, містила оригінальну гру і додаткові місії Blue Shift з покращеною графікою, і навіть містила працездатні компоненти для мережної гри по Інтернету (вони були знайдені одним з фанатів у програмному коді порту в 2015 році). У грі була своєрідна система чит-кодів: користувач повинен був складати різні фрази з трьох слів. Наприклад, фраза «Otis Loves Dreamcast» (укр. Отіс любить Dreamcast) включала режим невразливості, а цілий ряд фраз використовувався, щоб моментально перейти в той чи інший розділ Half-Life або Blue Shift. Невідомо, наскільки близька була ця версія порту до фінального релізу, але загалом вона була недоробленою грою. Основними проблемами були постійні і довгі завантаження між картами гри, низький FPS, продуктивність гри, що часто погіршувалась, особливо на великих, відкритих рівнях, зависання і падіння гри при тривалому проходженні. Збереження гри в порту Half-Life коректно працювали тільки з оригінальними картами пам'яті Dreamcast — Visual Memory, причому в цій грі їх малого обсягу могло не вистачати, якщо гравець зберігався занадто часто.
Оскільки версія Half-Life на Dreamcast містила в собі унікальний контент, група фанатів у 2012 році перенесла її на ПК і випустила її як модифікації для Half-Life , одночасно усунувши всі відомі помилки.

## Return to Ravenholm
Return to Ravenholm (укр. Повернення в Рейвенхолм, також відома під робочою назвою Half-Life 2: Episode Four) — епізодична гра на рушієві Source, яка розроблялася в 2006—2007 роках компанією Arkane Studios, під керівництвом компанії Valve.
Гра Return to Ravenholm згадується як четверта у серії епізодів, що розвивають сюжет гри Half-Life 2; вона планувалася як сюжетний спін-оф, не пов'язаний з єдиною історією, яка розповідалася в анонсованій трилогії епізодів від Valve. Дії Return to Ravenholm повинні були розгортатися до фінальних подій Half-Life 2: Episode Two, у покинутому шахтарському містечку Рейвенхолм, наповненому хедкрабами і зомбі.

### Розробка
В інтерв'ю журналу PC Gamer US за травень 2006 року, генеральний директор компанії Valve Гейб Ньюелл розповів про майбутнє серії Half -Life. Гейб заявив, що після випуску трьох основних епізодів, що продовжують сюжет Half-Life 2, планується четвертий епізод, який матиме свою окрему сюжетну лінію та буде розроблений за межами компанії Valve. Згодом Гейб згадував що вони хотіли б розширити багато елементів оригінальної історії Half-Life 2. Зокрема, він розповідав про можливість розробки спін-офа про Алікс Венс та її ручного робота на прізвисько «Пес». У листопаді 2006 року Arkane підтвердила роботу над четвертим епізодом.
Четвертий епізод, званий Return to Ravenholm, розроблявся французькою компанією Arkane Studios в 2006 і 2007 роках. Сценарист серії Half-Life Марк Лейдлоу говорив, що співробітники Valve були великими шанувальниками творчості Arkane Studios і давно хотіли організувати з нею спільний проєкт. Але після нетривалої розробки Valve, зрештою, вирішила, що вже немає сенсу працювати над проєктом, оскільки багато ігрових компонентів Ravenholm, такі як хедкраби та зомбі, були вже значною мірою «заїждженими», плюс до цього додавався той факт, що дія гри мала відбуватися до подій Half-Life 2: Episode Two, реліз якого на кінець 2007 року вже відбувся. Це поставило великі творчі обмеження перед командою, які перешкоджали подальшій розробці, і проєкт був скасований.

### Інформація після скасування
Після злому серверів Eidos Interactive та подальшого витоку інформації в травні 2011 року, а пізніше і в липні 2012 року в мережі LinkedIn, було виявлено кілька резюме різних людей, які в період з 2006 по 2007 роки працювали над проєктом компаній Arkane Studios і Valve, побудованому на рушієві Source. У деяких резюме проєкт йде як «неназваний», в інших же іменується як «Half-Life 2: Episode 4», «Ravenholm» або «Return to Ravenholm». У веб-портфоліо аніматора Флорента Перріна (англ. Florent Perrin) було знайдено відео Return to Ravenholm з анімаціями поведінки зомбі, солдата та хедкраба, що грає з головою.
У січні 2013 року сайт ValveTime.net оприлюднив ніколи не бачені раніше чотири скріншоти Return to Ravenholm. Знімки показували внутрішньоігрові локації міста Рейвенхолм із гнітючою атмосферою: занедбаний госпіталь Рейвенхолма; зруйнований дах біля лікарні; вестибюль лікарні; кімната протезування рук і ніг. У червні було опубліковано ще вісім зображень, датованих 2007—2008 роками і що показують різноманітні візуалізації моделей вантажівки, ручного візка та інтер'єру, створені співробітниками Arkane Studios для Half-Life 2: Episode Four.
У грудні 2015 року було показано одинадцять скріншотів Return to Ravenholm, на яких зображені напівзруйновані підземні рівні з четвертого епізоду. Скріншоти були виявлені сайтом ValveTime.net в портфоліо старшого художника з Starbreeze Studios — Роберта Вілінскі (англ. Robert Wilinski), який працював в Arkane Studios з 2007 по 2008 рік.
Нарешті, 26 травня 2020 року на YouTube-каналі Noclip вийшов документальний фільм The Untold History of Arkane: Dishonored/Prey/Ravenholm/LMNO/The Crossing, в якому було опубліковано ще більше деталей, пов'язаних з розробкою та сюжетом Return to Ravenholm: гра була покликана розповісти долю отця Григорія після подій Half-Life 2, в ній мали з'явитися нові, унікальні для серії Half-Life види зброї (такі, як цвяхомет, магнітна гармата і повітродувка) і ворогів (зомбі-мавпи, кислотні зомбі), а головним героєм міг стати Адріан Шепард з Half-Life: Opposing Force.

## Епізод Half-Life 2 від Воррена Спектора
Наприкінці 2005 року розробник відеоігор Воррен Спектор та його компанія Junction Point Studios почали створення гри на рушієві Source, яка мала стати одним з епізодів, що розвивають ігровий світ Half-Life 2. Розробка епізоду Воррена Спектора була скасована в липні 2007 року, коли компанію Junction Point придбала компанія Disney Interactive Studios.
Про те, що відомий розробник відеоігор Воррен Спектор «виконував якусь роботу для Valve», пов'язану з неназваною грою серії Half-Life, вперше розповів портал Kotaku у червні 2013 року. Подробиці проєкту, його розробки та його скасування Воррен Спектор особисто розповів у квітні 2015 року — в інтерв'ю для Game Informer і на сайті Reddit.

### Розробка
Junction Point Studios була незалежною компанією, створеною Ворреном Спектором та Артом Міном у листопаді 2004 року. Команда Воррена Спектора провела багато часу в пошуках джерела фінансування та концепції своєї майбутньої гри. Після низки невдалих угод, в 2005 році до Спектора «прийшла на допомогу» компанія Valve і врятувала Junction Point від відходу з ігрової індустрії. Потім, у листопаді 2005 року, Junction Point оголосила про те, що працює з компанією Valve над новою відеогрою на рушієві Source, яка поширюватиметься через сервіс цифрової дистрибуції Steam.

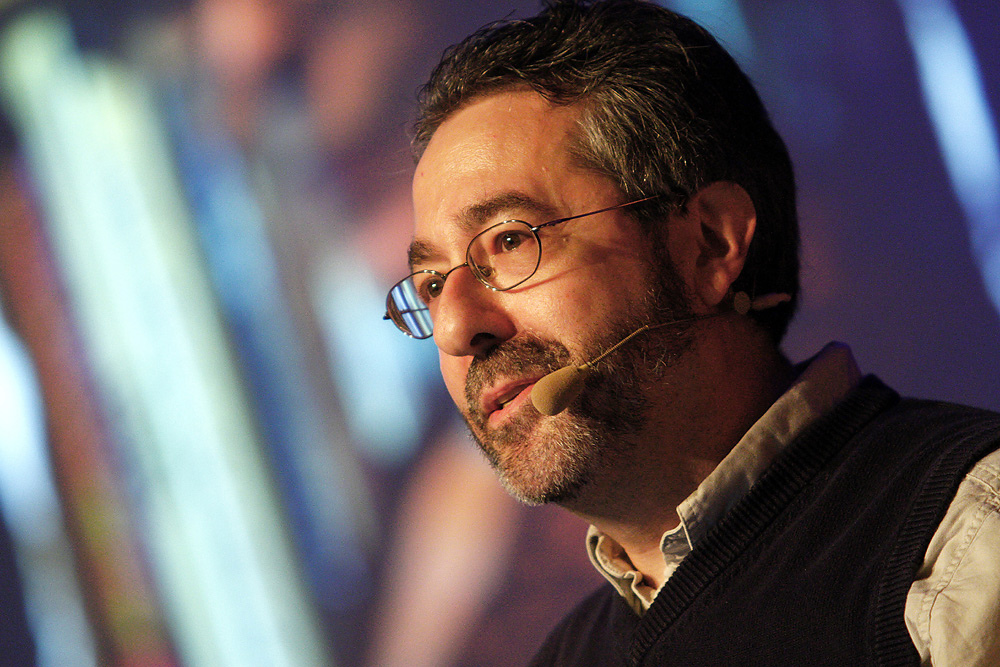
Воррен Спектор

Компанія Воррена Спектора займалася створенням одного з скасованих епізодів Half-Life 2, який, як і епізод Return to Ravenholm, за планом розроблявся за межами компанії Valve. За словами Спектора, епізод повинен був заповнити один із сюжетних прогалин ігрового всесвіту Half-Life, і у своїй грі вони намагалися конкретизувати певну частину цього всесвіту. Також розробники ввели в ігровий процес новий пристрій під назвою «магнітна гармата» (англ. Magnet Gun). Хоча робота над нею не була завершена, Junction Point встигла придумати кілька способів її застосування. Спектор заявив, що магнітна гармата була «абсолютно несхожа на гравітаційну гармату, і обидві вони повинні були чудово доповнювати одна одну».
Воррен Спектор та його команда працювали над своїм епізодом Half-Life 2 для Valve близько двох років. В цей же час вони уклали контракт ще й з компанією Disney Interactive Studios — для роботи над іншим проєктом, який пізніше став грою Epic Mickey на консоль Wii. Зрештою, це призвело до придбання Junction Point Studios компанією Disney в липні 2007 року та скасування епізоду Half-Life 2 разом з іншими проєктами.

## Гра від Electronic Arts
У другій половині 2000-х років розроблявся неанонсований проєкт, пов'язаний з грою Half-Life 2, який не був ні Half-Life 2: Episode Three, ні скасованим епізодом Return to Ravenholm. Відомо, що ця гра створювалася за участю компанії Electronic Arts і була скасована на ранній стадії розробки. Уся невелика інформація про неї була виявлена у 2011 році спільнотою фанатів серії Half-Life.
У червні 2010 року Ренді Гамфріс (англ. Randy Humphries), який працював ілюстратором, 3D-моделлером та концептуальним художником у дочірній студії EA Montreal, розмістив у себе в веб-портфоліо шість концепт-артів, які стосуються якогось невідомого проєкту у всесвіті Half-Life. Всі вони були підписані як Half-Life Concept з позначкою «Canceled Project» (Скасований проєкт). 21 березня 2011 року виявлені концепт-арти були опубліковані на форумі NeoGAF. Перші чотири концепт-арти зображали: канал на тлі будинків захоплених Комбінацією; залізничні колії вздовж каналу із захисним силовим полем; обстановка житлового будинку; планування ділянки міста із написом «Haven». Два концепти, що залишилися, ілюстрували людей, один з яких нагадує патрульного цивільної оборони, що тримає в руках поліцейську палицю-електрошокер і має на руці пов'язку з написом «С17», а другий є солдатом армії Альянсу. Через деякий час Ренді Гамфріс видалив свої концепти з публічного доступу.
Компанія Valve та компанія Electronic Arts мають довгий досвід співпраці. Починаючи з 2005 року, EA за договором повністю відповідальна за роздрібна дистрибуція всіх ігор компанії Valve, а в 2007 році їх британський підрозділ Electronic Arts UK займалося портуванням збірки The Orange Box на консоль PlayStation 3.